# From Jerusalem to the Dead Sea
Pour plus de détails, voir Fiche technique et Distribution.
From Jerusalem to the Dead Sea est un documentaire américain sorti en 1912, réalisé par Sidney Olcott. Tourné en Palestine dans des lieux mentionnés par la Bible, durant le printemps 1912.

## Fiche technique
- Réalisation : Sidney Olcott
- Scénario :
- Production : Kalem
- Directeur de la photo : George K. Hollister
- Décors :
- Longueur :
- Dates de sortie : 1912
- Distribution : General Film Company

## Anecdotes
Un documentaire tourné dans des sites cités par la Bible : la tombe de Rachel, le couvent Saint-George, Jericho, le mont de la Tentation, le lieu du baptême du Christ sur le Jourdain et la mer Morte.